# Kirsey
Kirsey (früher auch Kersey) ist ein grober, dicker, glatt gewobener, nach dem Walken nur ausgewaschener, aber weder gerauhter noch geschorener Stoff (also ein grobes unappretiertes Tuch). Er wurde in einzelnen Heeren zu Soldatenmänteln und dergleichen verwendet. In der preußischen Armee und im deutschen Heer der Kaiserzeit bestand der Koller der Kürassiere aus Kirsey.